# 道の駅くしま
道の駅くしま（みちのえき くしま）は、宮崎県串間市にある国道220号の道の駅である。

## 概要
2021年（令和3年）4月24日に飲食物産館と情報提供施設がプレオープン。イベント広場と市民交流施設は2022年（令和4年）4月23日にオープンし、グランドオープンした。また、道の駅のプレオープンに合わせて串間市コミュニティバス「よかバス」では起終点をJR串間駅（道の駅の斜め向かいに立地）から道の駅くしまに変更するなどのダイヤ改正も実施された。

## 歴史
- 2020年（令和2年）7月1日 - 国土交通省より道の駅第53回登録において、「道の駅くしま」として登録[1]
- 2021年（令和3年）4月24日 - 飲食物産館と情報提供施設がプレオープン[2][3]。
- 2022年（令和4年）4月23日 - イベント広場と市民交流施設がオープンし、グランドオープンした[5]。

## 施設

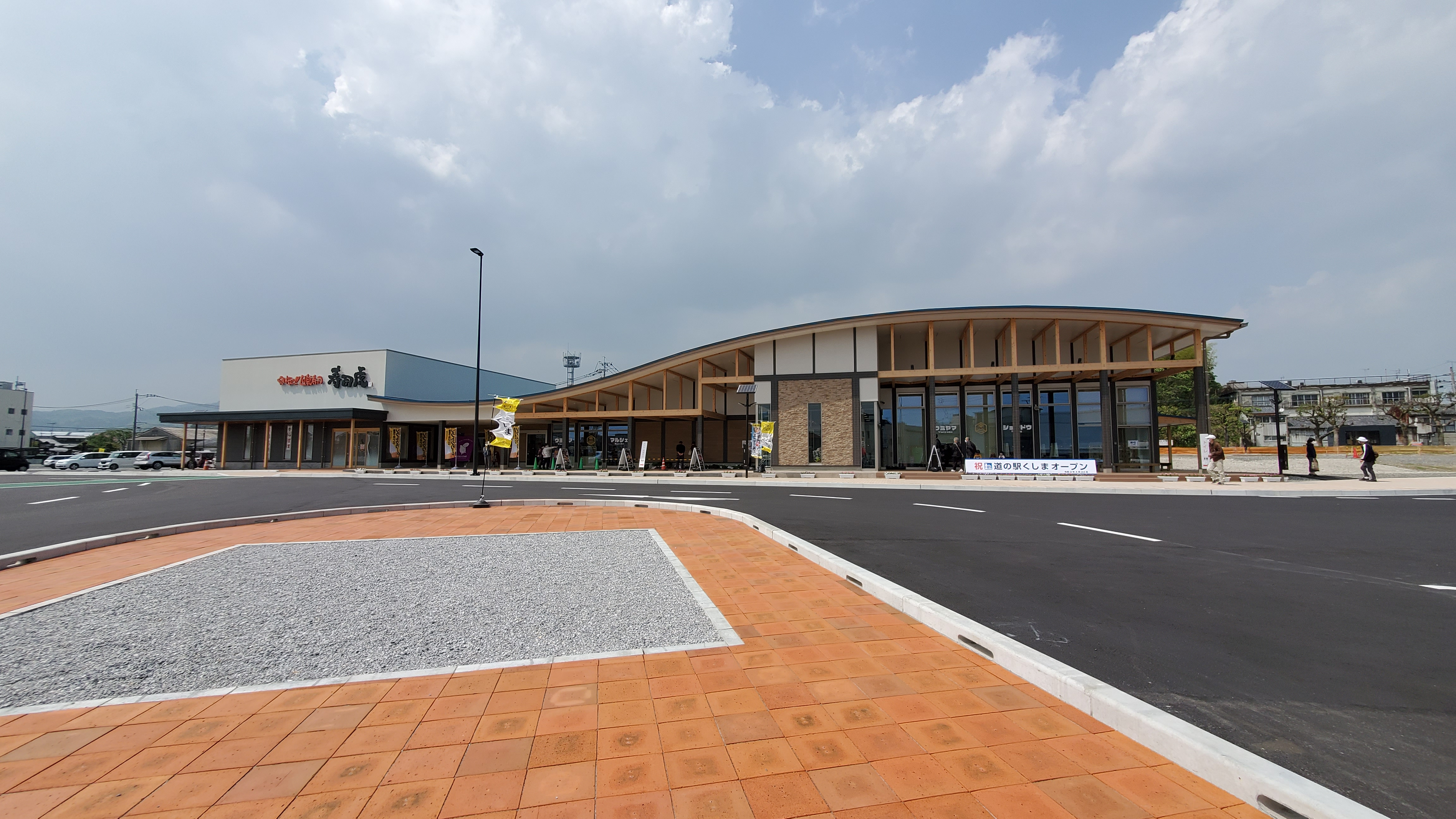
飲食物産館（2021年4月、市民交流施設・イベント広場建設前）

- 駐車場 135台
- トイレ 15器
- 情報提供施設
- 観光案内所
- ベビーコーナー
- 非常用電源
- 備蓄倉庫
- 貯水槽
- 公衆電話
- 公衆無線LAN
- イベント広場
- 市民交流施設
- 飲食物販施設
- EV充電施設
- キッズコーナー
- サイクルラック

## アクセス
- 国道220号 - 登録路線